# C級潜水艦 (アメリカ海軍)
C級潜水艦 (C-class submarine) は、アメリカ海軍の潜水艦の艦級。フォアリバー造船所で5隻が建造された。当初はオクトパス、スティングレイ、ターポン、ボニータ、スナッパーの艦名であったが、1911年11月17日に5隻とも改名された。
本級は沿岸での訓練および実験任務に従事し、第一次世界大戦時にはパナマ運河地帯で運用された。全艦が1919年に退役し、スクラップとして売却された。

## 同型艦
- オクトパス C-1 (USS Octopus/C-1, SS-9)

　就役1908年06月30日　退役1919年08月04日
　1911年11月17日よりC-1に改称、名の由来はタコ目に属する殆どのタコの総称。
- スティングレイ C-2 (USS Stingray/C-2, SS-13)

　就役1909年11月23日　退役1919年12月23日
　1911年11月17日よりC-2に改称、名の由来はトビエイ目に属するエイのうち尾に毒棘を持つ種の総称。
- ターポン C-3 (USS Tarpon/C-3, SS-14)

　就役1909年11月23日　退役1919年12月23日
　1911年11月17日よりC-3に改称、名の由来はカライワシ科イセゴイ属の大型海水魚ターポン。
- ボニータ C-4 (USS Bonita/C-4, SS-15)

　就役1909年11月23日　退役1919年08月15日
　1911年11月17日よりC-4に改称、名の由来はスペイン語でカツオやハガツオを中心としたサバ科大型海水魚の総称。
- スナッパー C-5 (USS Snapper/C-5, SS-16)

　就役1910年02月02日　退役1919年12月23日
　1911年11月17日よりC-５に改称、名の由来はフエダイ科に属する中型・大型の海水魚の総称。